# Aurora (temps)

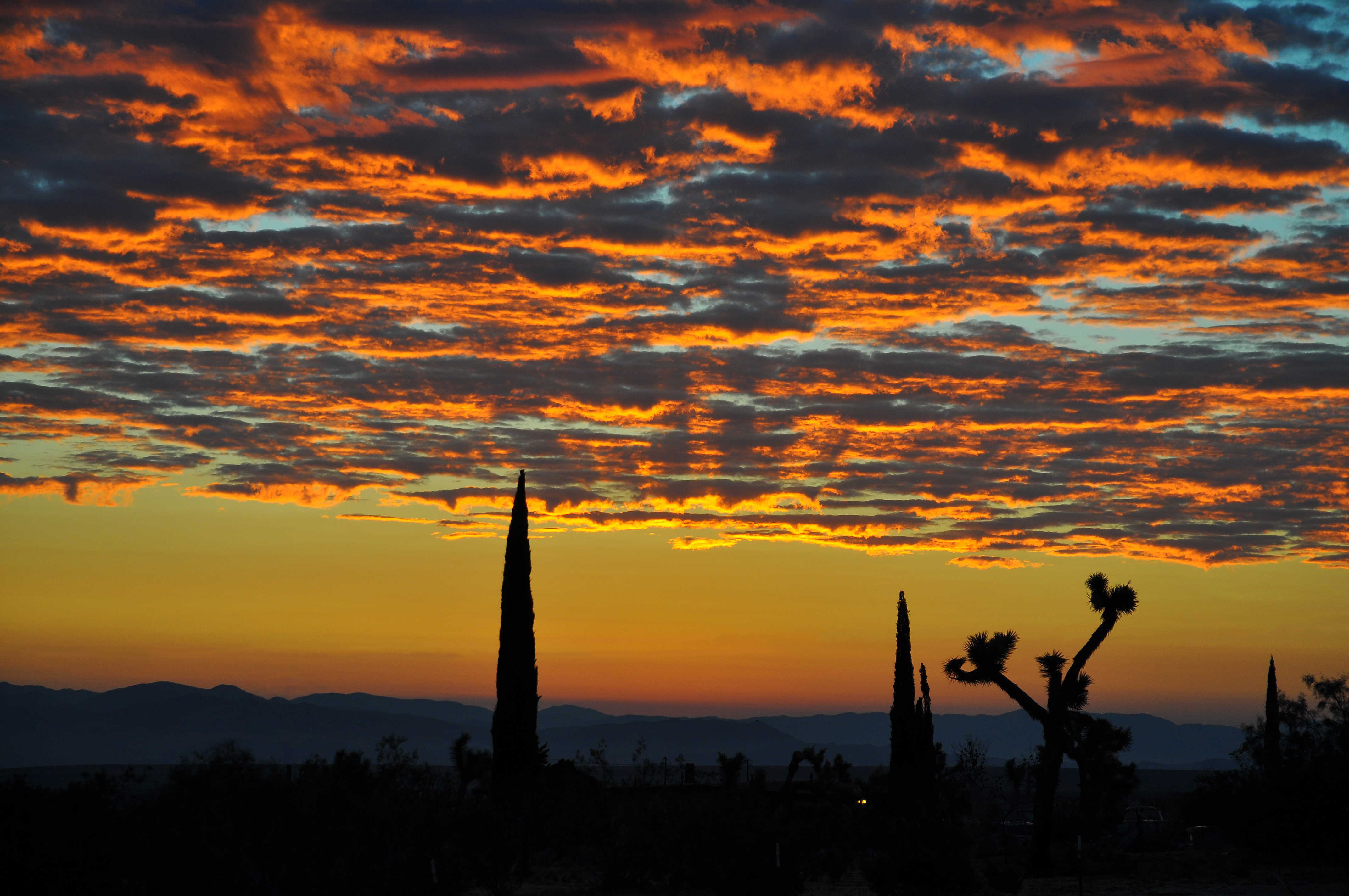
Alba de finals d'estiu sobre el desert de Mojave, Califòrnia

L'alba de vegades es considera el començament del crepuscle matinal, el període del crepuscle o l'hora de la sortida del Sol.

L'aurora o alba és l'hora que marca l'inici del crepuscle abans de la sortida del sol. Es reconeix per l'aparició de la llum solar indirecta dispersa a l'atmosfera terrestre, quan el centre del disc solar ha arribat a 18° per sota de l'horitzó de l'observador. Aquest període crepuscular del matí durarà fins a la sortida del sol (quan l'extremitat superior del Sol trenca l'horitzó), quan la llum solar directa eclipsa la llum difusa.

Alba civil, nàutica i astronòmica, quan es defineix com l'hora d'inici del crepuscle corresponent

## Etimologia
La paraula aurora té el seu origen en la mitologia romana. Aquesta deïtat era coneguda com la deessa de l'alba, i era anomenada Aurora en la mitologia romana, mentre que en la grega era coneguda com Eósforo o Eòs.
La paraula aurora deriva del llatí Aurora, que significa alba. Aquesta deïtat personificava la llum de l'alba, anunciant l'arribada del sol i el nou dia. En moltes cultures antigues, l'alba era vista com un moment màgic i ple d'esperança, representant el començament d'una nova jornada i la renovació de la vida.
D'altra banda, la paraula alba també prové del llatí 'Alba', que significa blanc o clar. Tant aurora com alba són termes que es refereixen a la primera llum del dia, quan el cel comença a clarejar després de la nit.

## Tipus d'alba
L'alba comença amb la primera visió de lleugeresa al matí, i continua fins que el Sol trenca l'horitzó. El crepuscle matinal es divideix en tres fases, que estan determinades per la distància angular del centre del Sol (graus per sota de l'horitzó) al matí. Aquests són el crepuscle astronòmic, nàutic i civil.

### Alba astronòmica

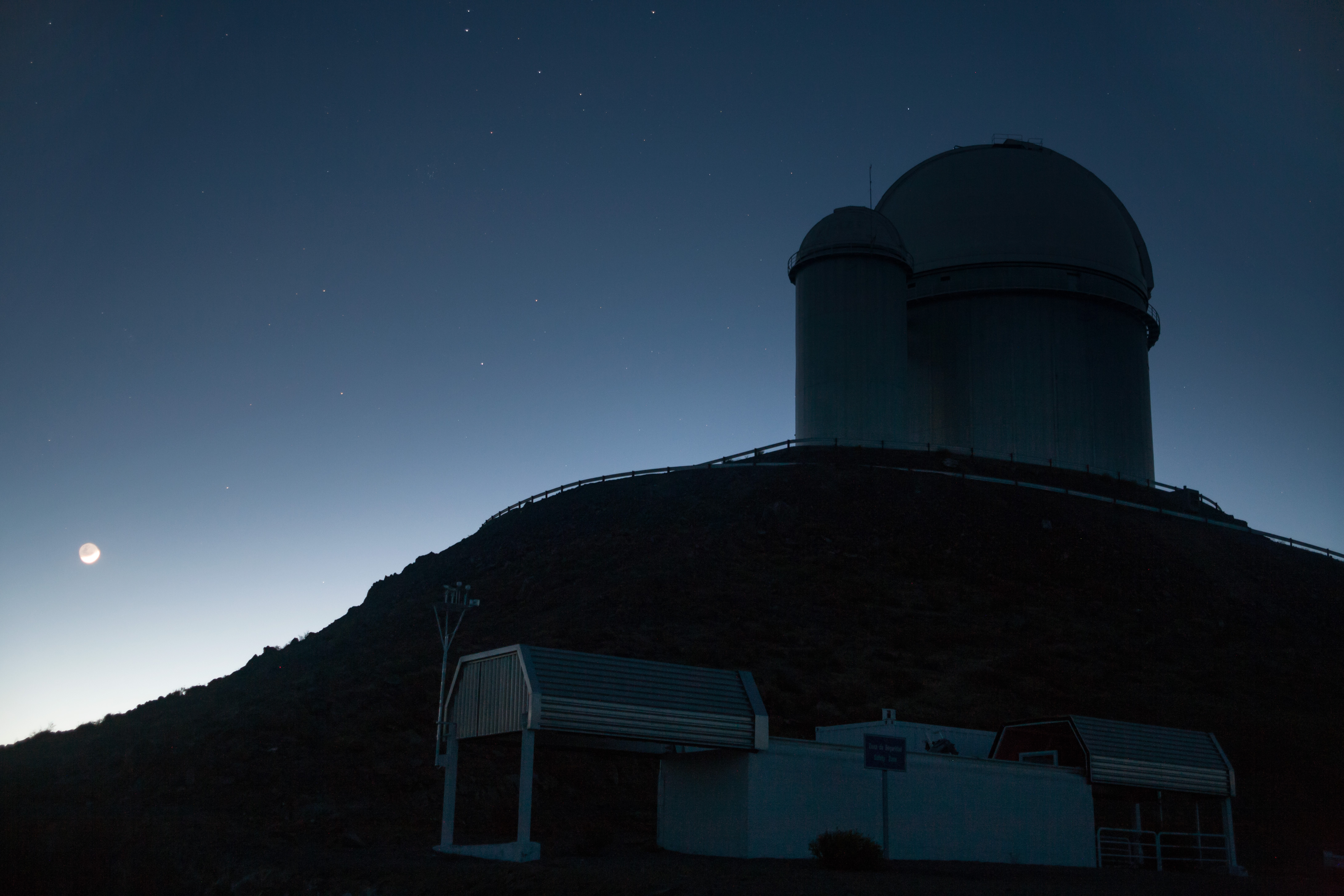
Alba a l'Observatori de La Silla, Xile

L'alba astronòmica comença quan el centre del Sol es troba 18 graus per sota de l'horitzó al matí. El crepuscle astronòmic segueix instantàniament fins que el centre del Sol es troba 12 graus per sota de l'horitzó. En aquest punt, una part molt petita dels raigs solars il·luminen el cel i les estrelles més febles comencen a desaparèixer. L'alba astronòmica sovint no es distingeix de la nit, especialment a les zones amb contaminació lumínica. L'alba astronòmica marca l'inici del crepuscle astronòmic, que dura fins a l'alba nàutica.

### Alba nàutica
El crepuscle nàutic comença quan hi ha prou llum perquè els mariners distingeixin l'horitzó al mar, però el cel encara és massa fosc per realitzar activitats a l'aire lliure. Comença quan el centre del Sol es troba 12 graus per sota de l'horitzó al matí. L'albada nàutica marca l'inici del crepuscle nàutic, que dura fins a l'alba civil.

### Alba civil

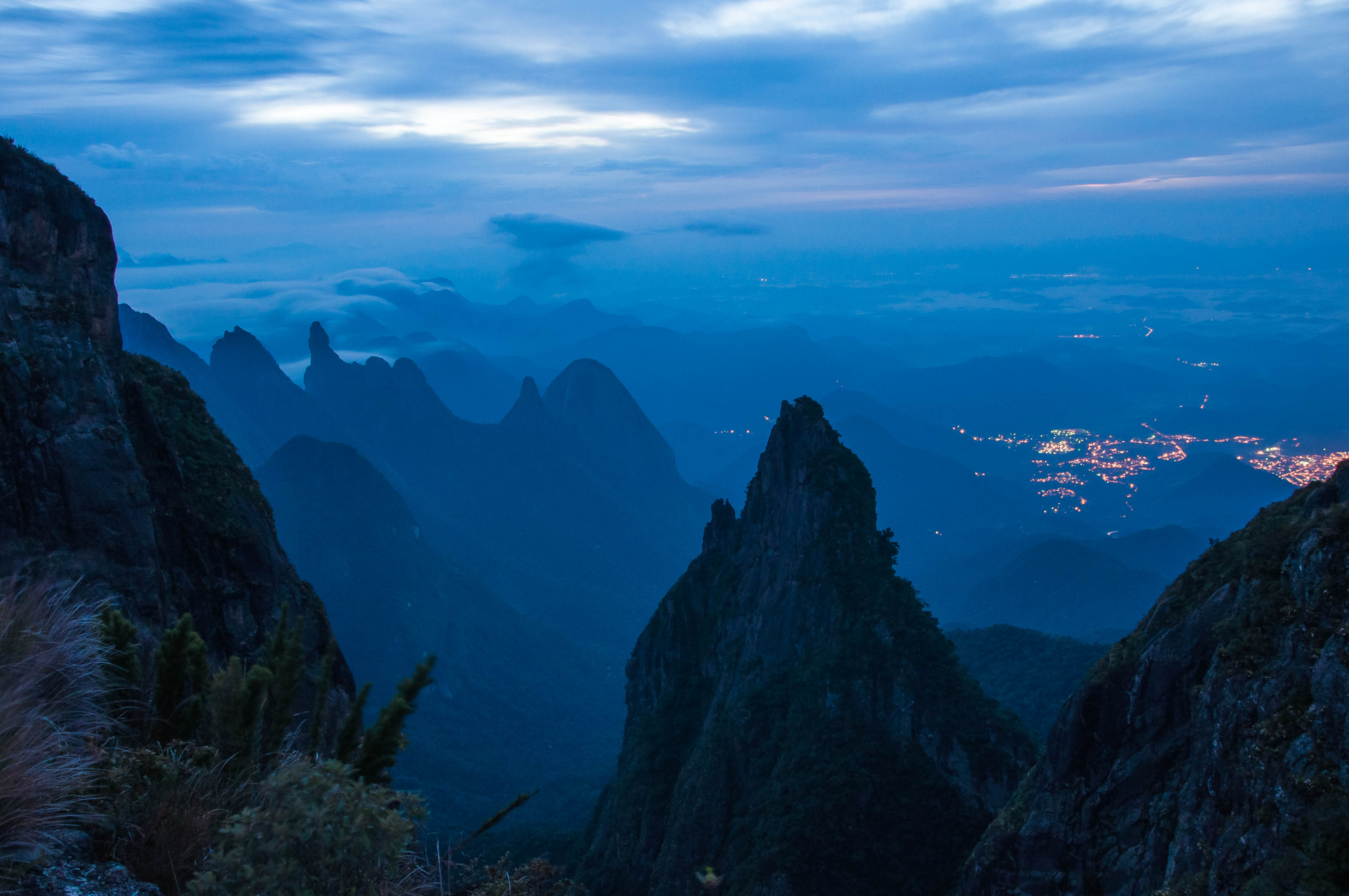
Parc Nacional Serra dos Órgãos, a l'estat de Rio de Janeiro, Brasil, a l'alba

L'alba civil comença quan hi ha prou llum perquè la majoria dels objectes es distingeixin, de manera que es poden iniciar algunes activitats a l'aire lliure. Es produeix quan el centre del Sol es troba 6 graus per sota de l'horitzó al matí.
Quan el cel és clar, és de color blau, i si hi ha núvols o boira es veuen colors bronze, taronja i groc. Algunes estrelles i planetes brillants com Venus i Júpiter encara són visibles a ull nu a l'alba civil. Aquest moment marca l'inici del crepuscle civil, que dura fins a la sortida del sol.

## Efectes de la latitud
La durada del crepuscle matinal (és a dir, entre l'alba astronòmica i la sortida del sol) varia molt segons la latitud de l'observador: des d'una mica més de 70 minuts a l'Equador, fins a moltes hores a les regions polars.

### L'equador
El període de crepuscle és més curt a l'Equador, on el Sol de l'equinocci surt cap a l'est i es pon cap a l'oest, en angle recte amb l'horitzó. Cada etapa del crepuscle (civil, nàutic i astronòmic) dura només 24 minuts. Des de qualsevol lloc de la Terra, el període crepuscular és més curt al voltant dels equinoccis i més llarg als solsticis.

### Regions polars
El dia s'allarga a mesura que s'acosta el solstici d'estiu, mentre que la nit s'allarga a mesura que s'acosta el solstici d'hivern. Això pot tenir un impacte potencial en les hores i la durada de l'alba i el capvespre. Aquest efecte és més pronunciat més a prop dels pols, on el Sol surt a l'equinocci de primavera i es pon a l'equinocci de tardor, amb un llarg període de crepuscle, que dura unes quantes setmanes.
El cercle polar (a 66°33′49.9″ al nord o al sud) es defineix com la latitud més baixa a la qual el Sol no es pon en el solstici d'estiu. Per tant, el radi angular del cercle polar és igual a l'angle entre el pla equatorial de la Terra i el pla eclíptic. Aquest període sense posta de sol s'allarga més a prop del pol.
Prop del solstici d'estiu, les latituds superiors a uns 54°34' no es fan més fosques que el crepuscle nàutic; la foscor de la nit varia molt a aquestes latituds.
A latituds superiors a uns 60°34', les nits d'estiu no es fan més fosques que el crepuscle civil. Aquest període de nits lluminoses és més llarg a latituds més altes.

#### Exemple
Al voltant del solstici d'estiu, Glasgow, Escòcia a 55°51 ′ N, i Copenhaguen, Dinamarca, a 55°40 ′ N, obteniu unes hores de sensació nocturna. Oslo, Noruega, a 59°56 ′ N, i Estocolm, Suècia, a 59°19 ′ N, semblen molt brillants quan el Sol està per sota de l'horitzó. Quan el Sol es posa entre 9,0 i 9,5 graus per sota de l'horitzó (al solstici d'estiu és a les latituds 57°30 ′ –57°00 ′), el zenit s'enfosqueix fins i tot a les nits sense núvols (si no hi ha lluna plena) i les estrelles més brillants són clarament visibles en una gran majoria del cel.

## Mitologia i religió
A l'Islam, la llum zodiacal (o falsa alba) s'anomena Fals Morning (Subhe-Kazeb, persa صبح کاذب) i l'alba astronòmica s'anomena Sahar (سحر) o True Morning (Subhe-Sadeq, persa صبح ص), i ادق. és el moment de la primera pregària del dia i l'inici del dejuni diari durant el Ramadà.
Moltes mitologies indoeuropees tenen una deessa de l'alba, separada de la deïtat solar masculina, el seu nom deriva de PIE *h 2 ausos-, les derivacions de les quals inclouen Eos grega, Aurora romana i Ushas índies. També es relaciona el lituà Aušrinė, i possiblement un germànic *Austrōn- (d'on prové el terme Pasqua).
En la mitologia sioux, Anpao és una entitat amb dues cares.
La deïtat hindú de l'alba Ushas és femenina, mentre que Surya, el Sol, i Aruṇa, l'auriga del Sol, són homes. Ushas és una de les deïtats rigvèdiques més destacades. L'hora de l'alba també es coneix com a brahmamuhurta (Brahma és el déu de la creació i muhurta és un moment del dia hindú) i es considera un moment ideal per realitzar activitats espirituals, com ara meditació i ioga. En algunes parts de l'Índia, tant Usha com Pratyusha (el capvespre) són adorats juntament amb el Sol durant el festival de Chhath.
Jesús a la Bíblia sovint es simbolitza per l'alba del matí, també quan Jesús va ressuscitar el tercer dia va passar durant el matí. Prime és l'hora fixa de pregària de l'ofici diví tradicional (Hores canòniques) en la litúrgia cristiana, dita a la primera hora del dia. Associat a Jesús, en el cristianisme, els enterraments cristians tenen lloc en direcció a l'alba.
En el judaisme, la qüestió de com calcular l'alba (en hebreu Alos/ Alot HaShachar, o Alos/ Alot) la planteja el Talmud, ja que té moltes ramificacions per a la llei jueva (com ara la possible hora d'inici de determinats manaments diürns)., com l'oració). La lectura senzilla del Talmud és que l'alba té lloc 72 minuts abans de la sortida del Sol. Altres, inclòs el Vilna Gaon, entenen que el període del Talmud per a l'alba es referia específicament a un dia d'equinocci a Mesopotàmia i, per tant, ensenya que l'alba s'ha de calcular diàriament com a començant quan el Sol està 16,1 graus per sota de l'horitzó. La pràctica de llarga data entre la majoria dels jueus sefardites és seguir la primera opinió, mentre que molts jueus asquenazis segueixen la darrera visió.

## En l'art

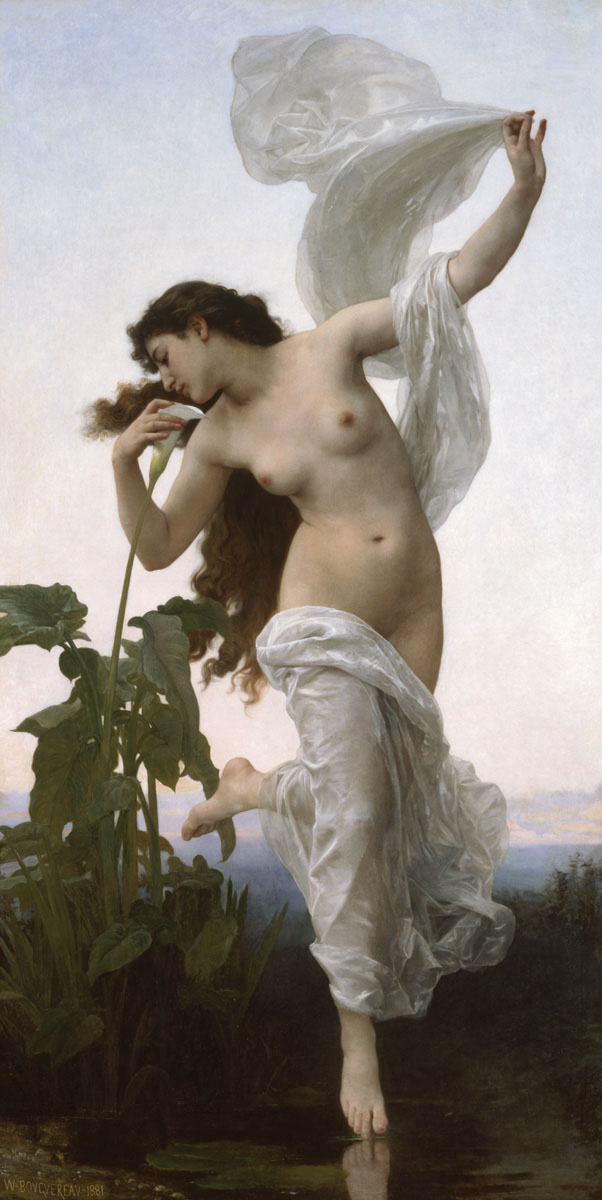
L'Aurore de William-Adolphe Bouguereau, 1881
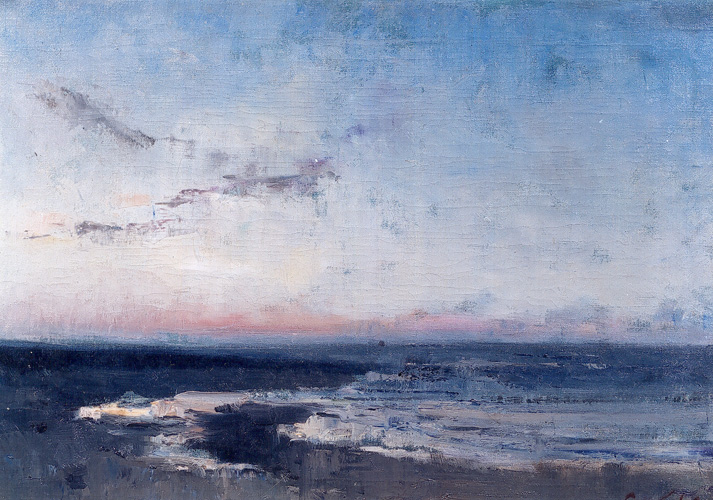
L'aurore, Mer du Nord de Guillaume Vogels, c. 1877

## En literatura
- Homer utilitza freqüentment l'epítet Alba de dits rosats a La Ilíada i L'Odissea.
- An aubade (occità Alba, alemany Tagelied) és una cançó sobre els amants que s'han de separar a l'alba.
- Aurora Musis amica (L'alba és amic de la Musa), a Epigrammata Disticha Poetarum Latinorum, Veterum Et Recentum, Nobiliora (1642) de Barthold Nihus[14]
- The Dawn, volum 1 sobre Jean-Christophe escrit per Romain Rolland
- Dawn, una novel·la escrita per Henry Rider Haggard, publicada el 1884
- Alba, un poema escrit per Rupert Brooke publicat a The Collected Poems of Rupert Brooke
- Alba, un poema escrit per Richard Aldington
- Alba, un poema escrit per Emily Dickinson
- Alba, un poema escrit per Francis Ledwidge
- Alba, un poema escrit per John Masefield
- Alba, un poema escrit per William Carlos Williams[15]
- I Greet the Dawn: Poems, un llibre de poesia escrit per Paul Laurence Dunbar, publicat l'1 de gener de 1978 per Atheneum Books
- Dawn, un poema de quatre línies de Lyrics of Lowly Life, un llibre de poesia escrit per Paul Laurence Dunbar, publicat originalment el 1896. Aquest poema es va publicar de nou a The Complete Poems of Paul Laurence Dunbar, la col·lecció de 1913 de la seva obra--